# Pavel Karlovič Lange
Pavel Karlovič Lange, (in russo: Павел Карлович Ланге) (13 luglio 1846 – 1917), è stato un generale russo.

## Carriera
Nel 1865 intraprese la carriera militare con il grado di sottotenente del Life Guard Horse Artillery. Nel 1867 venne promosso a tenente, nel 1869 a capitano e nel 1880 a colonnello.
Prese parte alla Guerra russo-turca (1877-1878). Il 1 gennaio 1893 entrò nel seguito del granduca Michail Nikolaevič. Il 5 dicembre 1899 è stato nominato capo dell'artiglieria del 7º Corpo d'Armata. Nel 1901 venne promosso a tenente generale e il 18 marzo 1906 divenne comandante del 13º Corpo d'Armata. Il 21 maggio 1908 si ritirò.
Dopo il pensionamento ha vissuto a Kiev.